# Circuito lineal
En teoría de circuitos, un circuito lineal es un circuito que para un voltaje de entrada senoidal de frecuencia f, tiene una salida de voltaje que es también senoidal con frecuencia f. Nótese que la salida no necesariamente debe estar en fase con la entrada.
Una definición equivalente de un circuito lineal es que obedece al principio de superposición. Esto significa que la salida del circuito F(x) cuando una combinación lineal de señales ax1(t) + bx2(t) es aplicada a él es igual a la combinación lineal de las señales x1(t) y x2(t) aplicadas separadamente:

{\displaystyle F(ax_{1}+bx_{2})=aF(x_{1})+bF(x_{2})\,}

De manera informal, un circuito lineal es aquel que no cambia los valores de los componentes electrónicos como su resistencia eléctrica, capacitancia, inductancia, ganancia al variar el voltaje o la corriente en el circuito.

## Ejemplo
Un ejemplo típico de circuito lineal es una resistencia, cuya relación entre tensión y corriente es una simple constante, llamada justamente resistencia.

## Circuitos lineales y no lineales
Un circuito lineal es más simple que un circuito no lineal. Por lo mismo, estos últimos suelen simplificarse a su equivalente lineal. Un ejemplo de esto son los modelos de transistores.